# ليلا ميشرا
ليلا ميشرا (بالهندية: लीला मिश्रा؛ بالإنجليزية: Leela Mishra) هي ممثلة هندية (وحملت سابقاً جنسية الراج البريطاني واتحاد الهند)، ولدت في 1908 في Jais ‏ في الهند، وتوفيت في 17 يناير 1988 في مومباي في الهند بسبب نوبة قلبية.

## وصلات خارجية
- ليلا ميشرا على موقع IMDb (الإنجليزية)
- ليلا ميشرا على موقع قاعدة بيانات الفيلم (الإنجليزية)